# ألكسيس ديفيس
ألكسيس ديفيس هي فنانة الدفاع عن النفس كندية، ولدت في 4 أكتوبر 1984 في بورت كولبورن في كندا.

## وصلات خارجية
- ألكسيس ديفيس على موقع يو إف سي (الإنجليزية)
- ألكسيس ديفيس على موقع شيردوغ (الإنجليزية)
- ألكسيس ديفيس على موقع Tapology.com (الإنجليزية)
- ألكسيس ديفيس على موقع IMDb (الإنجليزية)